# Aleksandr Bagatj
Aleksandr Bagatj (ukrainska: Олександр Багач), född den 21 november 1966 i Matusiv, Ukrainska SSR, Sovjetunionen är en ukrainsk före detta friidrottare som tävlade i kulstötning.
Bagatj var under hela 1990-talet en av Europas ledande kulstötare. Han vann två gånger EM-guld inomhus och dessutom EM-guld 1998 i Budapest.
Han blev bronsmedaljör vid VM 1993 efter Werner Günthör och Randy Barnes. Även vid Olympiska sommarspelen 1996 blev han bronsmedaljör denna gång efter Barnes och John Godina. Vid inomhus-VM 1999 vann han guld men senare samma år vid utomhus-VM i Sevilla blev det åter en bronsmedalj. Denna gång var det C. J. Hunter och Oliver-Sven Buder som slog honom. 
Mellan åren 1989 och 1991 var han avstängd för doping.

## Personliga rekord
- Kulstötning - 21,47 meter (inomhus 21,83 meter).